# The Mollycoddle
The Mollycoddle é um filme mudo do gênero romance produzido nos Estados Unidos e lançado em 1920.